# Таразма (озеро)
Таразма — пресноводное озеро на территории Суккозерского сельского поселения Муезерского района Республики Карелии.

## Общие сведения
Располагается на высоте 178,9 метров над уровнем моря.
Форма озера лопастная, продолговатая: оно вытянуто с северо-запада на юго-восток. Берега изрезанные, каменисто-песчаные, местами заболоченные.
Через озеро течёт река Сулос, впадающая в Суккозеро, из которого берёт начало река Суккозерка, впадающая в озеро Торос. Из озера Торос берёт начало река Торосозерка, впадающая в озеро Гимольское, через которое течёт река Суна.
В озере расположены два небольших безымянных острова.
К юго-западу от озера проходит дорога местного значения 86К-7 («Муезерский — Гимолы — Поросозеро»), а также линия железной дороги Суоярви — Ледмозеро.
Населённые пункты вблизи водоёма отсутствуют.

## Панорама

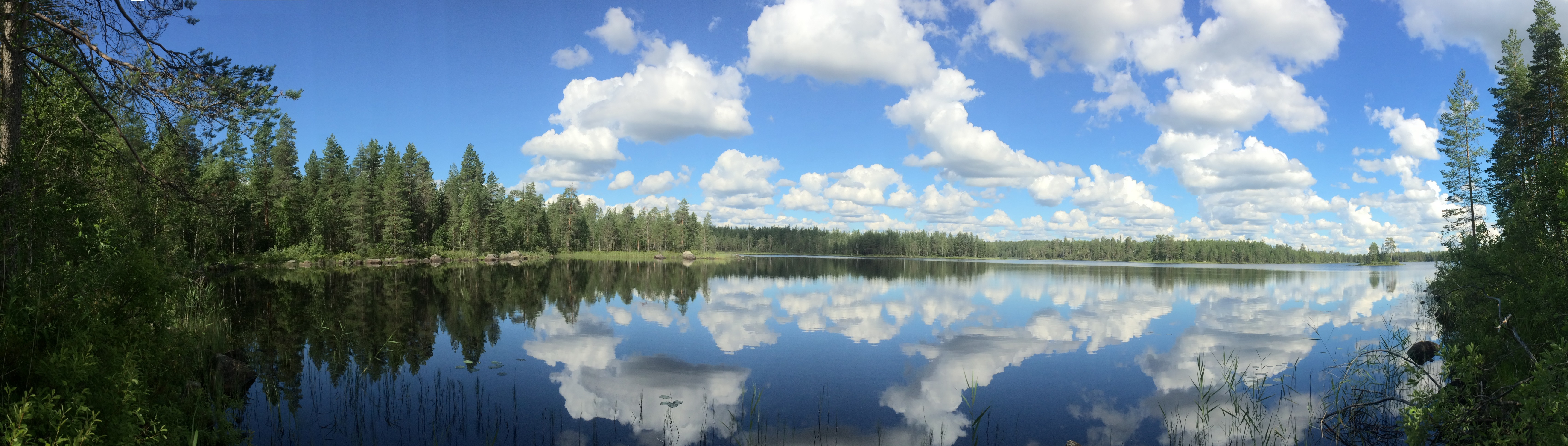
Панорама